# 프랭크 비어드
프랭크 비어드(Frank Beard, 1949년 5월 19일 ~ )는 미국의 드러머로, ZZ 톱의 일원으로 활동하고 있다.